# 北口克彦
北口　克彦（きたぐち　かつひこ、1957年 - ）は、日本の実業家。元三省堂代表取締役社長。

## 来歴
北海道留萌市出身。北海道留萌高等学校を経て、早稲田大学政治経済学部を卒業した。
1985年に三省堂札幌営業所に入社する。営業部長（執行役員、2005年）、営業統括部長（執行役員、2006年）を歴任した。
2009年に社長に就任する。社長在任中の2015年に、三省堂などの教科書出版会社が学校長に検定前の教科書を見せて謝礼を支払った「教科書謝礼問題」が発覚し、同年12月に北口は文部科学省で記者会見を開いて「教科書発行に対する認識や姿勢が誤っていたと深く反省している」と謝罪した。
2020年11月の取締役会および株主総会で、代表取締役社長を退任して取締役会長となった。